# Ray Comstock
Ray Comstock (Búfalo (Nueva York), 27 de agosto de 1878-Boston, 15 de octubre de 1949) fue un productor de obras de teatro y musicales estadounidense. En teatro tuvo principalmente éxito con las obras de Henrik Ibsen y Maxim Gorky, que se representaron en el Princess Theatre de Manhattan.

## Biografía
Nació en Búfalo, al norte del estado de Nueva York, donde trabajó de ayudante en los teatros. En 1905 se trasladó a Nueva York y produjo la obra The School Girl de la que se realizaron 150 representaciones en el Daly's Theater. Ese mismo año comenzó a colaborar con el también productor Morris Gest. Dos años después, produjo su primera obra para Broadway, Fascinating Flora. En 1915 produjo la película de cine mudo Evidence.